# Coalició de Forces Democràtiques
La Coalició de Forces Democràtiques (Francès: Coalicion de Forces Démocratiques, CFD) va ser una aliança política de Burkina Faso (antic Alt Volta). Es va formar en el període previ a les eleccions parlamentàries del 2002 com una aliança de la Convenció per a la Democràcia i la Federació (CDF), la Unió dels Verds per al Desenvolupament de Burkina (UVDB), el Moviment per la Tolerància i el Progrés (MTP) i l'Agrupació Democràtica Africana - Front dels Rebutjants. L'aliança va obtenir cinc escons a les eleccions i se li va assignar un càrrec al gabinet responsable de l'educació primària i l'alfabetització.
A les eleccions legislatives del 5 de maig del 2002 la CFD va guanyar el 4,4% del vot popular i 5 dels 111 escons. Des del maig del 2003 la CFD va ser composta per la CDF, els Verds i el Moviment Patriòtic per la Renovació. A l'abril del 2005 es va transformar en la Convenció de Forces Democràtiques.
La CDF i els Verds (successors de l'UVDB) van formar posteriorment l'aliança de la Convenció de Forces Democràtiques abans de les eleccions del 2007.